# Meridolum gulosa
Meridolum gulosa är en snäckart som först beskrevs av Gould 1846.  Meridolum gulosa ingår i släktet Meridolum och familjen Camaenidae. Inga underarter finns listade i Catalogue of Life.

## Bildgalleri

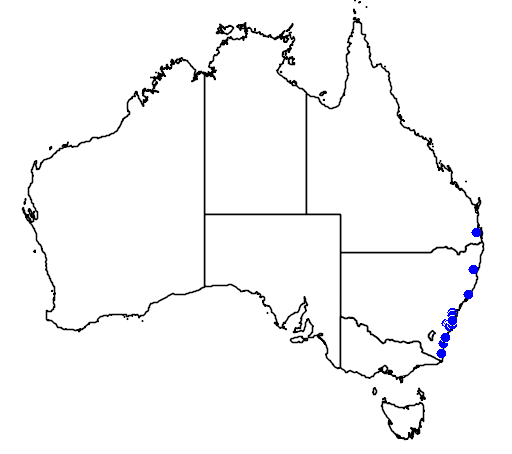